# Jean Ducret
Pour les articles homonymes, voir Ducret.
Jean Baptiste (J.B.) Ducret (parfois improprement prénommé F. Ducret), né le 27 novembre 1887 à Suresnes  et mort le 19 novembre 1975 à Vaucresson,, est un footballeur international français ayant évolué au poste de milieu de terrain. Il remporte le Trophée de France en 1912 avec  le club parisien l'Étoile des Deux Lacs et en 1914 avec l'Olympique lillois.
Il est sélectionné vingt fois en équipe de France — marquant 3 buts — entre 1910 et 1914. Il est le plus jeune capitaine des Bleus parmi les joueurs l'ayant été au moins dix fois. Il est le premier joueur à être sélectionné vingt fois en équipe de France : son record de vingt sélections est battu en 1923 par Raymond Dubly.  
Il devient après la Première Guerre mondiale ouvrier spécialisé dans une usine.

## Liens externes

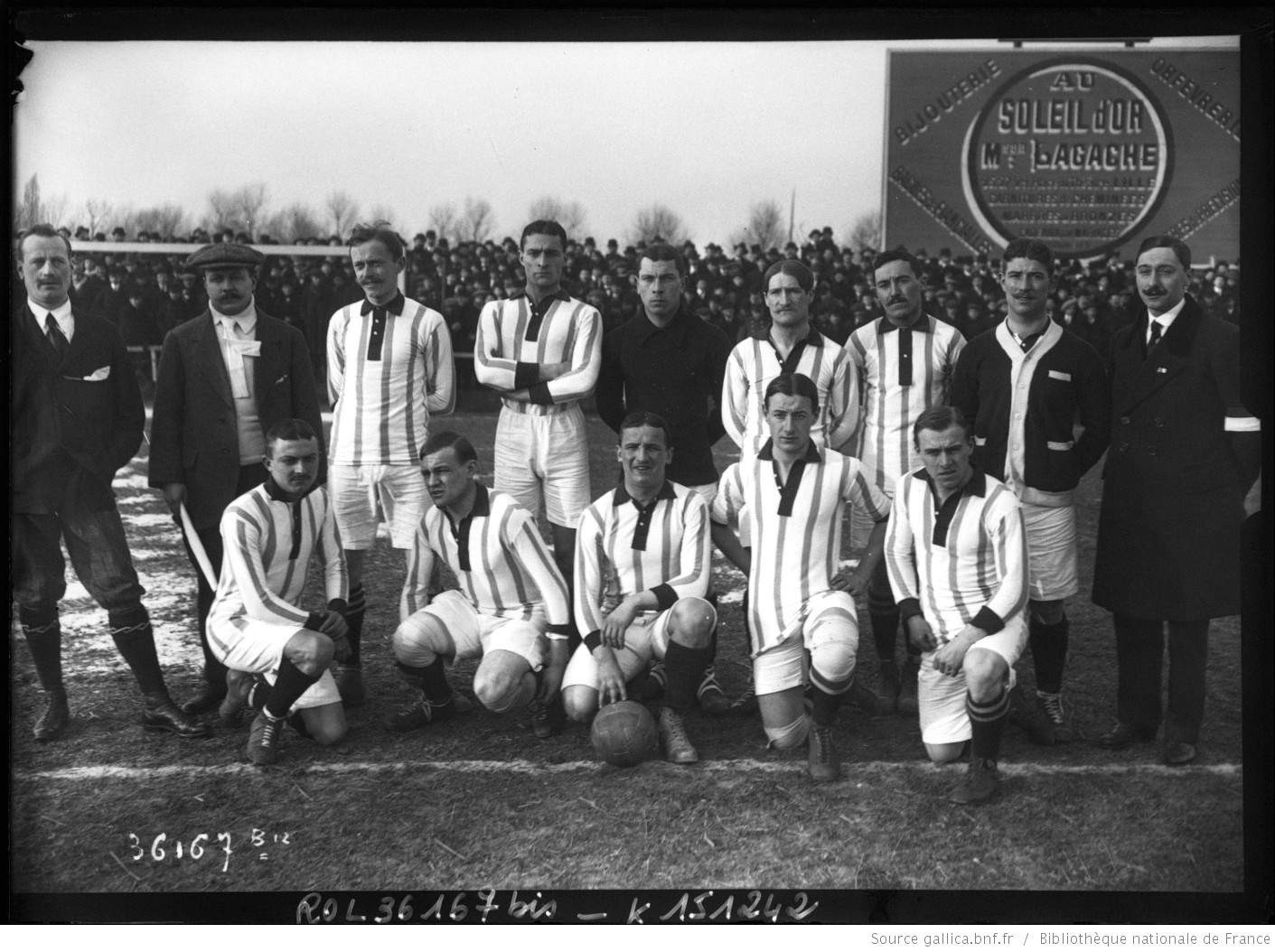
L'équipe de France victorieuse de la Belgique en 1914. Ducret est le quatrième joueur debout, entre Chayriguès et Barreau.

## Carrière
- Puteaux
- Étoile des Deux Lacs
- Olympique lillois
- Stade français
- AS Française